# Xarxa telefònica commutada
Una xarxa telefònica commutada (XTC), també anomenada xarxa telefònica bàsica, és una xarxa de comunicació dissenyada primordialment per a la transmissió de la veu. Tot i això, també pot transportar dades, per exemple el cas del fax o de la connexió a Internet, a través d'un mòdem acústic.
Es tracta d'una xarxa telefònica clàssica, en la qual els terminals telefònics es comuniquen amb una central de commutació a través d'un sol canal compartit pel senyal del micròfon i de l'auricular. En el cas de transmissió de dades hi ha un sol senyal en el cable en un moment donat compost per la pujada més la baixada, motiu pel qual es fan necessaris sistemes per suprimir l'eco.

## Història
El telèfon va ser inventat l'any 1876 per Alexander Graham Bell, tot i que recentment s'ha aclarit que possiblement copiava la patent d'Elisha Gray, que treballava independentment a la costa Oest. A més, hi ha constància que un italià, Antonio Meucci, resident a Cuba, va inventar el telèfon uns anys abans que Graham i Elisha.
Bell és qui va inventar el protocol per construir les xarxes telefòniques, tot i que va utilitzar un llenguatge i uns termes complexos, i això va fer molt costosa l'expansió de la xarxa telefònica.
Cal tenir en compte que el disseny de la xarxa telefònica es va realitzar uns 70 anys abans de l'invent del transistor, fet que va provocar una gran complexitat de la xarxa telefònica.
Inicialment, les centrals de commutació eren manuals. Els operadors commutaven manualment mitjançant la connexió i desconnexió dutes a terme amb uns cables des de les diferents terminals.
Posteriorment, es van introduir les centrals de commutació automàtiques, construïdes mitjançant dispositius electromecànics, que fan servir sistemes com el rotatiu o barres creuades.
Més tard, les centrals de commutació automàtiques van evolucionar i van passar a ser controlades mitjançant computadores.
Actualment, les centrals de commutació són digitals en el fet que els seus dispositius són electrònics i controlats per ordinador. Permeten molts altres serveis a part del mateix establiment de la trucada. Aquests serveis són anomenats de valor afegit, com per exemple la trucada en espera, la bústia de veu, els desviaments de trucades, etc.
Les actuals centrals de commutació poden funcionar tant amb els sistemes actuals com els anteriors.

## Funcionament
Els diferents usuaris de la xarxa telefònica es poden comunicar entre ells mitjançant terminals. Aquestes terminals estan connectades entre si mitjançant centrals commutadores.
La veu es transmet en banda base, és a dir, el senyal del micròfon va directament en el cable sense modulació.
Les centrals comuniquen els terminals entre si, mitjançant matrius de commutació. A causa de la gran magnitud que ha adquirit la xarxa telefònica, en molts casos per connectar dos terminals cal passar per més d'una central. Les centrals es comuniquen entre elles mitjançant canals troncals. Per als troncals, la veu es comprimeix i es multiplexa en temps o freqüència.

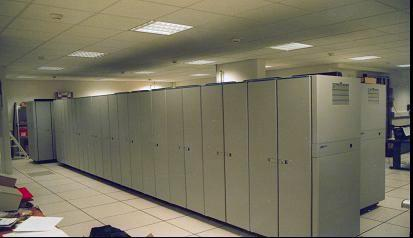
Central de commutació telefònica digital

En les centrals, existeixen bateries de 48 V en corrent continu, aquestes bateries donen energia a tots els terminals telefònics. Per això no cal connectar el terminal telefònic a la xarxa de corrent, excepte els que són sense fil.
La connexió entre els terminals i les centrals es fa mitjançant cables bifilars, per tant, la impedància de la línia és entre 400 o 1750 Ω, que són les característiques que suporta. La impedància depèn de la distància entre la central i el terminal.
Quan el telèfon està penjat, la impedància de l'equip terminal és gran, ja que no consumeix corrent de les bateries de la central. Quan es despenja el telèfon comença a circular el corrent i, d'aquesta manera, la central detecta que l'usuari vol comunicar-se i envia un senyal o to.
Per comunicar-se amb un altre usuari es marquen els números corresponents al codi de l'usuari mitjançant una marcació per tons. Antigament s'utilitzava la marcació decàdica o marcació per impulsos.
La central interpreta el número marcat mitjançant els tons que el terminal li ha enviat. Depenent del número marcat, la central es connecta a altres centrals o directament a l'abonat si l'usuari que es vol comunicar comparteix la mateixa central amb l'usuari destí.
Si l'usuari de destí està ocupat, la impedància serà baixa. La central detecta això i envia un to d'ocupació per avisar l'abonat origen. Si l'usuari està desocupat, la central superposa l'alimentació que ja rep el terminal destí, un corrent altern a 25 Hz, i, d'aquesta manera, s'aconsegueix fer sonar el timbre.
Quan l'abonat de destí despenja el telèfon canvia el corrent consumit pel terminal. Aquest canvi és detectat per un relé sensor de la central, el qual suspendrà el senyal de timbre i iniciarà la connexió amb l'usuari emissor.